# 291
291 је била проста година.

## Догађаји
- Конзули Гај Јуније Тиберијан и Касије Дион.

- Цареви Диоклецијан и Максимијан састају се у Милану.
- Мир је успостављен између царева Диоклецијана и Максимијана с једне стране, и супарничког цара Караусија с друге стране.
- У сарадњи са Максимијановим снагама, Караусије успешно води кампању против германских напада у Галији и Британији. Током своје владавине, Караусије почиње да гради тврђаве на саксонској обали.
- Алемани, након што су их Бургунђани протерали са дела своје територије, покушавају да поврате изгубљене земље. Ови народи су безуспешно напали Галију заједно 285/6. године, а Алемани су вероватно били ослабљени римским контраинвазијама 287. и 288. године.
- Тервиншки Готи и Тајфали боре се против Вандала и Гепида.
- Блемији нападају Краљевство Куш.
- Персијски краљ Бахрам II бори се против коалиције коју су чинили његов брат Хормизд од Сакастана, Кушано-Сасаниди и Гилани.